# Grant Connell
Grant Connell (Regina, 17 novembre 1965) è un ex tennista canadese.

## Carriera
Fa il suo esordio tra i professionisti nel 1986 e la prima finale arriva l'anno successivo, a Nancy. I migliori risultati in carriera li ottiene nel doppio, in questa specialità vince infatti ventidue titoli su quarantotto finali raggiunte e nel 1993 arriva fino alla prima posizione in classifica. Gioca quattro finali dello Slam e altrettante semifinali senza tuttavia riuscire a vincere il match decisivo. Ha avuto per lungo tempo come partner il connazionale Glenn Michibata prima di passare allo statunitense Patrick Galbraith e infine Byron Black.
In Coppa Davis ha giocato un totale di trentadue match con la squadra canadese, vincendone ben ventitré.
Dopo il ritiro dal professionismo è stato capitano della squadra canadese di Coppa Davis dal 2001 al 2004 portandola per la seconda volta nella storia nel Gruppo Mondiale.

## Statistiche

### Doppio

#### Vittorie (22)
| Numero | Data             | Torneo                                      | Superficie  | Compagno          | Avversari in finale                | Punteggio          |
| 1.     | 22 agosto 1988   | Livingston Open, Livingston                 | Cemento     | Glenn Michibata   | Marc Flur Sammy Giammalva Jr.      | 2–6, 6–4, 7–5      |
| 2.     | 23 aprile 1990   | Seoul Open, Seul                            | Cemento     | Glenn Michibata   | Jason Stoltenberg Todd Woodbridge  | 7–6, 6–4           |
| 3.     | 23 luglio 1990   | Legg Mason Tennis Classic, Washington, D.C. | Cemento     | Glenn Michibata   | Jorge Lozano Todd Witsken          | 6–3, 6–7, 6–2      |
| 4.     | 29 aprile 1991   | ATP Singapore, Singapore                    | Cemento     | Glenn Michibata   | Stefan Kruger Christo van Rensburg | 6–4, 5–7, 7–6      |
| 5.     | 18 gennaio 1993  | Heineken Open, Auckland                     | Cemento     | Patrick Galbraith | Alex Antonitsch Aleksandr Volkov   | 6–3, 7–6           |
| 6.     | 18 ottobre 1993  | Tokyo Indoor, Tokyo                         | Sintetico   | Patrick Galbraith | Luke Jensen Murphy Jensen          | 6–3, 6–4           |
| 7.     | 15 novembre 1993 | European Community Championship, Anversa    | Sintetico   | Patrick Galbraith | Wayne Ferreira Javier Sánchez      | 6–3, 7–6           |
| 8.     | 7 marzo 1994     | Indian Wells Masters, Indian Wells          | Cemento     | Patrick Galbraith | Byron Black Jonathan Stark         | 7–5, 6–3           |
| 9.     | 25 luglio 1994   | Legg Mason Tennis Classic, Washington, D.C. | Cemento     | Patrick Galbraith | Jonas Björkman Jakob Hlasek        | 6–4, 4–6, 6–3      |
| 10.    | 22 agosto 1994   | ATP Volvo International, New Haven          | Cemento     | Patrick Galbraith | Jacco Eltingh Paul Haarhuis        | 6–4, 7–6           |
| 11.    | 17 ottobre 1994  | Tokyo Indoor, Tokyo                         | Sintetico   | Patrick Galbraith | Byron Black Jonathan Stark         | 6–3, 3–6, 6–4      |
| 12.    | 16 gennaio 1995  | Heineken Open, Auckland                     | Cemento     | Patrick Galbraith | Luis Lobo Javier Sánchez           | 6–4, 6–3           |
| 13.    | 13 febbraio 1995 | Dubai Tennis Championships, Dubai           | Cemento     | Patrick Galbraith | Tomás Carbonell Francisco Roig     | 6–2, 4–6, 6–3      |
| 14.    | 27 febbraio 1995 | Eurocard Open, Stoccarda                    | Sintetico   | Patrick Galbraith | Cyril Suk Daniel Vacek             | 6–2, 6–2           |
| 15.    | 24 aprile 1995   | Bermuda Open, Bermuda                       | Terra rossa | Todd Martin       | Brett Steven Jason Stoltenberg     | 7–6, 2–6, 7–5      |
| 16.    | 6 novembre 1995  | Paris Masters, Parigi                       | Sintetico   | Patrick Galbraith | Jim Grabb Todd Martin              | 6–2, 6–2           |
| 17.    | 25 novembre 1995 | Tennis Masters Cup, Eindhoven               | Sintetico   | Patrick Galbraith | Jacco Eltingh Paul Haarhuis        | 7–6, 7–6, 3–6, 7–6 |
| 18.    | 19 febbraio 1996 | Dubai Tennis Championships, Dubai           | Cemento     | Byron Black       | Karel Nováček Jiří Novák           | 6–0, 6–1           |
| 19.    | 20 maggio 1996   | Internazionali d'Italia, Roma               | Terra rossa | Byron Black       | Libor Pimek Byron Talbot           | 6–2, 6–3           |
| 20.    | 24 giugno 1996   | Halle Open, Halle (Westf.)                  | Erba        | Byron Black       | Evgenij Kafel'nikov Daniel Vacek   | 6–1, 7–5           |
| 21.    | 22 luglio 1996   | Legg Mason Tennis Classic, Washington, D.C. | Cemento     | Scott Davis       | Doug Flach Chris Woodruff          | 7–6, 3–6, 6–3      |
| 22.    | 19 agosto 1996   | ATP Volvo International, New Haven          | Cemento     | Byron Black       | Jonas Björkman Nicklas Kulti       | 6–4, 6–4           |